# Joseph Eugène Blanchard
Pour les articles homonymes, voir Blanchard.
Joseph Eugène Blanchard est un homme politique français né le 14 juillet 1809 à Sedan (Ardennes) et mort le 11 août 1862 à Sedan.

## Biographie
Avocat à Paris en 1829, il s'installe à Sedan en 1830, dont il devient maire quelques semaines, en 1848. Il est député des Ardennes de 1848 à 1849, siégeant avec la gauche modérée, soutenant le général Cavaignac.

## Sources
- « Joseph Eugène Blanchard », dans Adolphe Robert et Gaston Cougny, Dictionnaire des parlementaires français, Edgar Bourloton, 1889-1891 [détail de l’édition]
- Biographie des neuf cents députés à l'Assemblée nationale, sous la direction de C. M. Lesaulnier, Paris : aux bureaux de la rédaction & chez Mme Veuve Louis Janet, 19 juin 1848, p. 30